# Freddie Medina
Freddie Medina Nieves (Caguas, 9 de julio de 1957) es un artista marcial puertorriqueño creador del arte marcial Kyodai Ryu. En su juventud, entre los años de 1963 a 1989, con pasión y dedicación, practica las artes marciales tradicionales y contemporáneas, como por ejemplo: Tai Fu Shoi, Karate Do.
Actualmente el sensei, José Riobueno, es quien promueve su arte marcial, haciéndolo conocer en torneos internacionales. También su hijo Jovan Medina es quien practica y promueve dicho arte. Fue uno de los invitados en Venezuela el 2007, para apoyar su propio arte en un torneo, invitado por la organización del Kyodai Ryu de Venezuela.